# BVZ Zermatt-Bahn
BVZ Zermatt-Bahn (ve zkratce BVZ) je úzkorozchodná železnice, která spojuje Brig ležící v údolí Rhôny s výletním a lyžařským střediskem Zermatt. Od roku 2003 je tato dráha součástí Matterhorn Gotthard Bahn.
Trať byla vybudována v letech 1890 až 1930 jako trať smíšená (adhezní / ozubnicová) s rozchodem 1 000 mm. Dráha patří k rozsáhlému systému úzkorozchodných drah na jihu Švýcarska společně s Rhétskou dráhou a dráhou Furka-Oberalp-Bahn.
Východisko tratě je na nádraží v Brigu na Simplonské dráze kde se křižují tratě společností BLS AG, SBB, a dřívější Furka-Oberalp-Bahn.
Horské městečko Zermatt v kantonu Valais (německy Wallis) je známo svojí dominantou, kterou je kamenný masiv Matterhornu (4 478 m n. m.). Tuto dominantu zakomponovaly do svého loga i železniční společnosti, provozující dopravu v této oblasti.

## Historie

Logo Visp-Zermatt Bahn

S budováním tratě bylo započato v roce 1890. Jako první byl vybudován úsek z Vispu k jihu, směrem k Zermattu. Provoz na tomto úseku byl zahájen 3. července 1891. Původní parní provoz byl v roce 1929 převeden na elektrickou trakci.

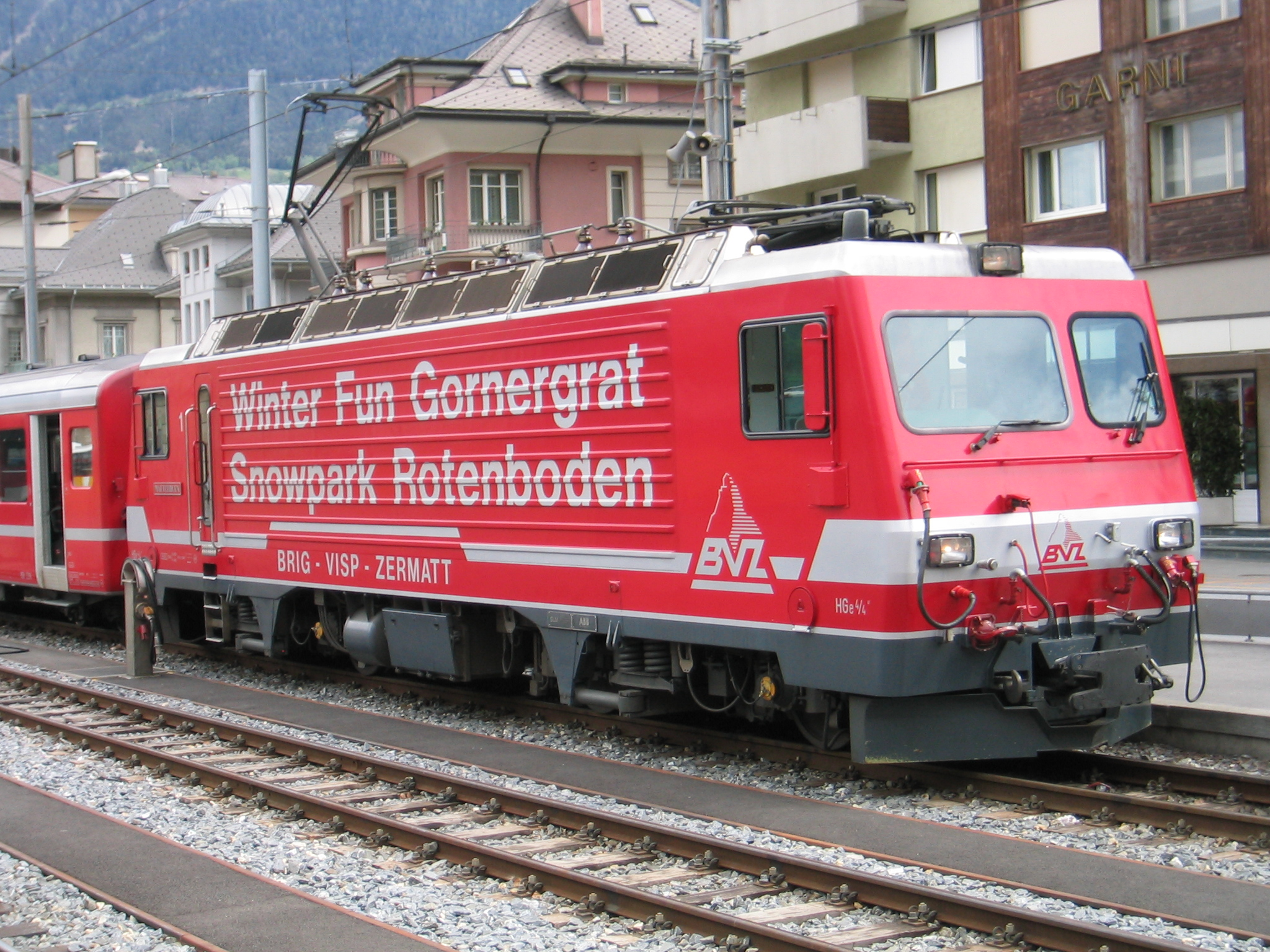
HGE442-2, barevné provedení strojů BVZ

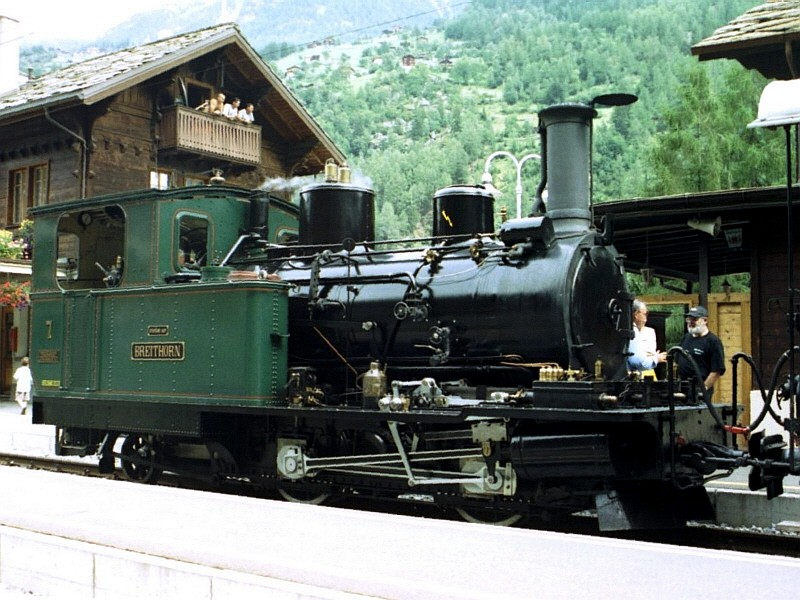
HG 2/3 7, jeden z původních parních strojů BVZ

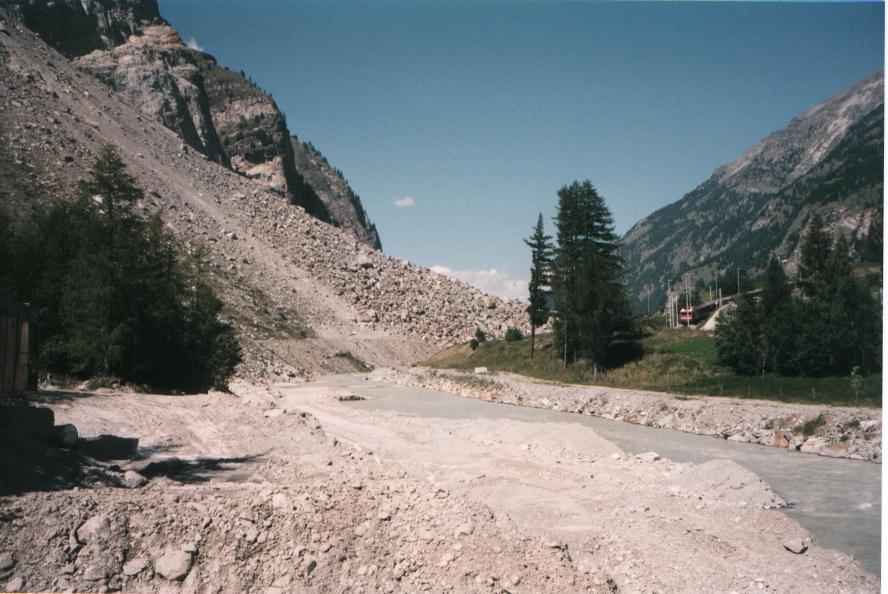
Skalní sesuv u obce Randa (1991)

Propojení tratě mezi městy Visp a Brig bylo dokončeno až o 40 let později, v roce 1930. V létě 1930 byl poprvé zaveden rychlíkový spoj Zermatt – St. Moritz pod názvem Glacier Express.
V roce 1991 došlo poblíž obce Randa k rozsáhlému skalnímu sesuvu, který zavalil trať. Náklady na odtěžení sesuvu byly tak velké, že bylo rozhodnuto o přeložení tratě v tomto místě.
Historie BVZ končí 1. ledna 2003, kdy sloučením BVZ Zermatt-Bahn a Furka-Oberalp-Bahn vznikla společnost Matterhorn Gotthard Bahn.

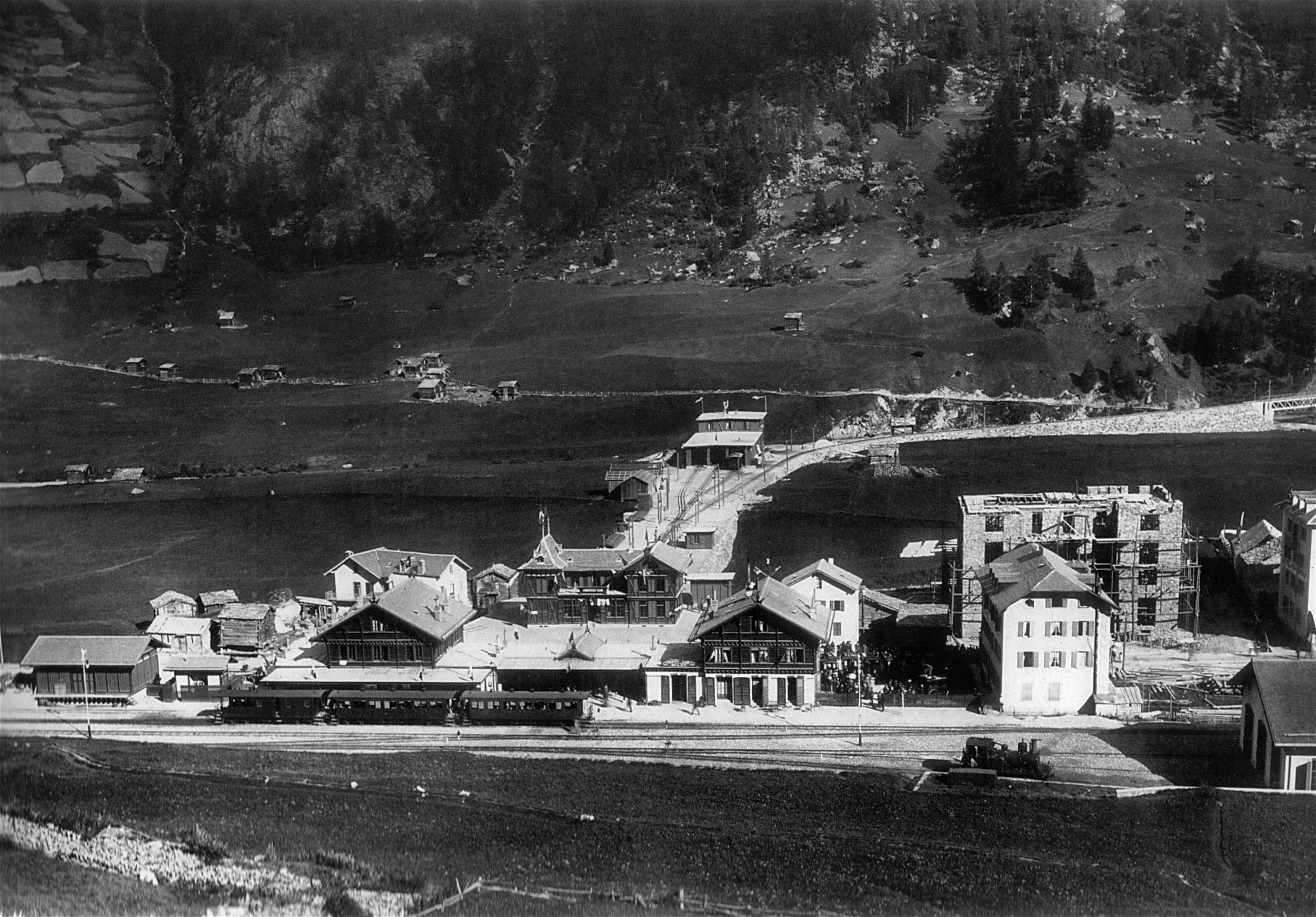
Nádraží v Zermattu (1900)
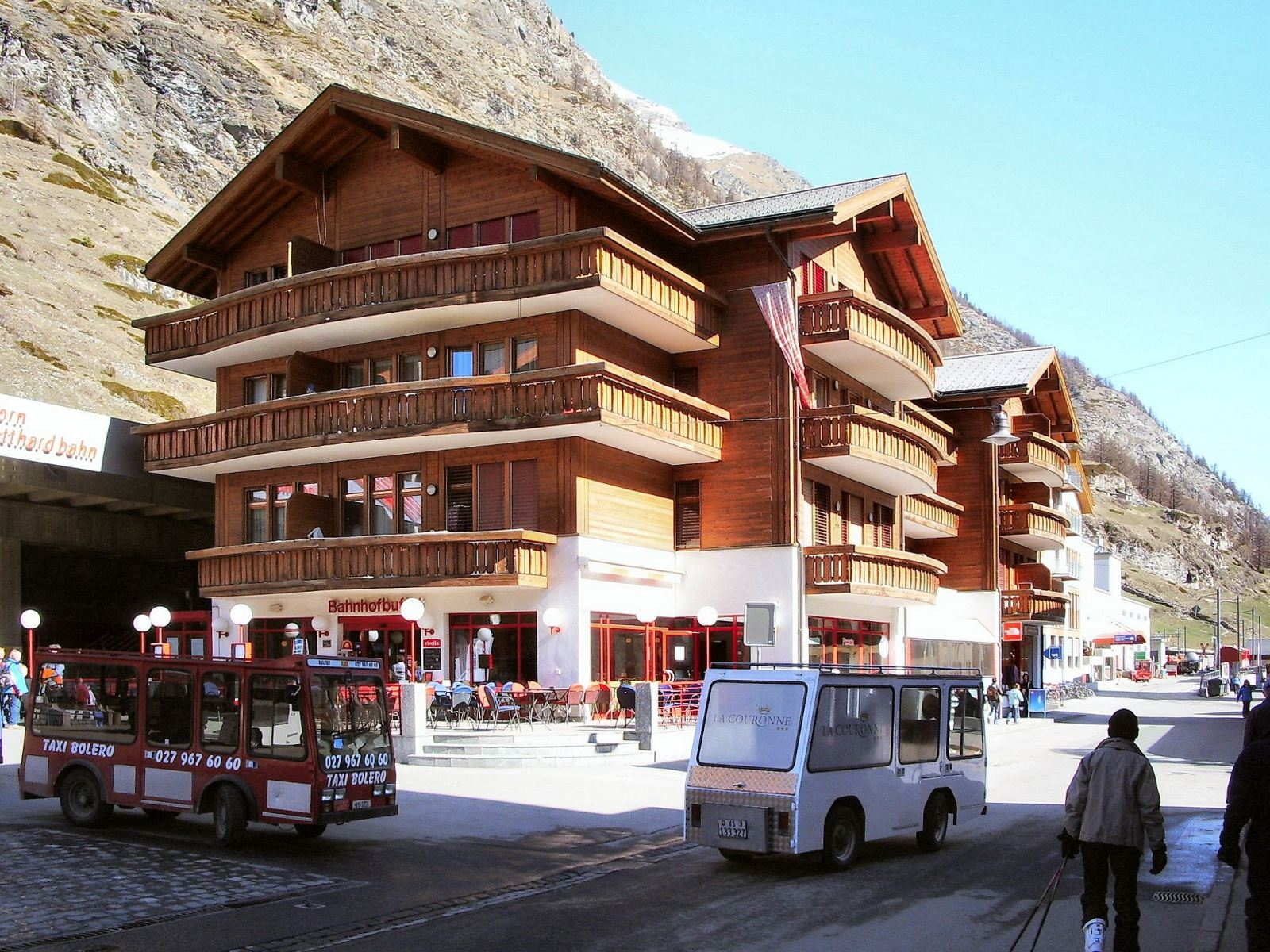
Nádraží v Zermattu (současnost)
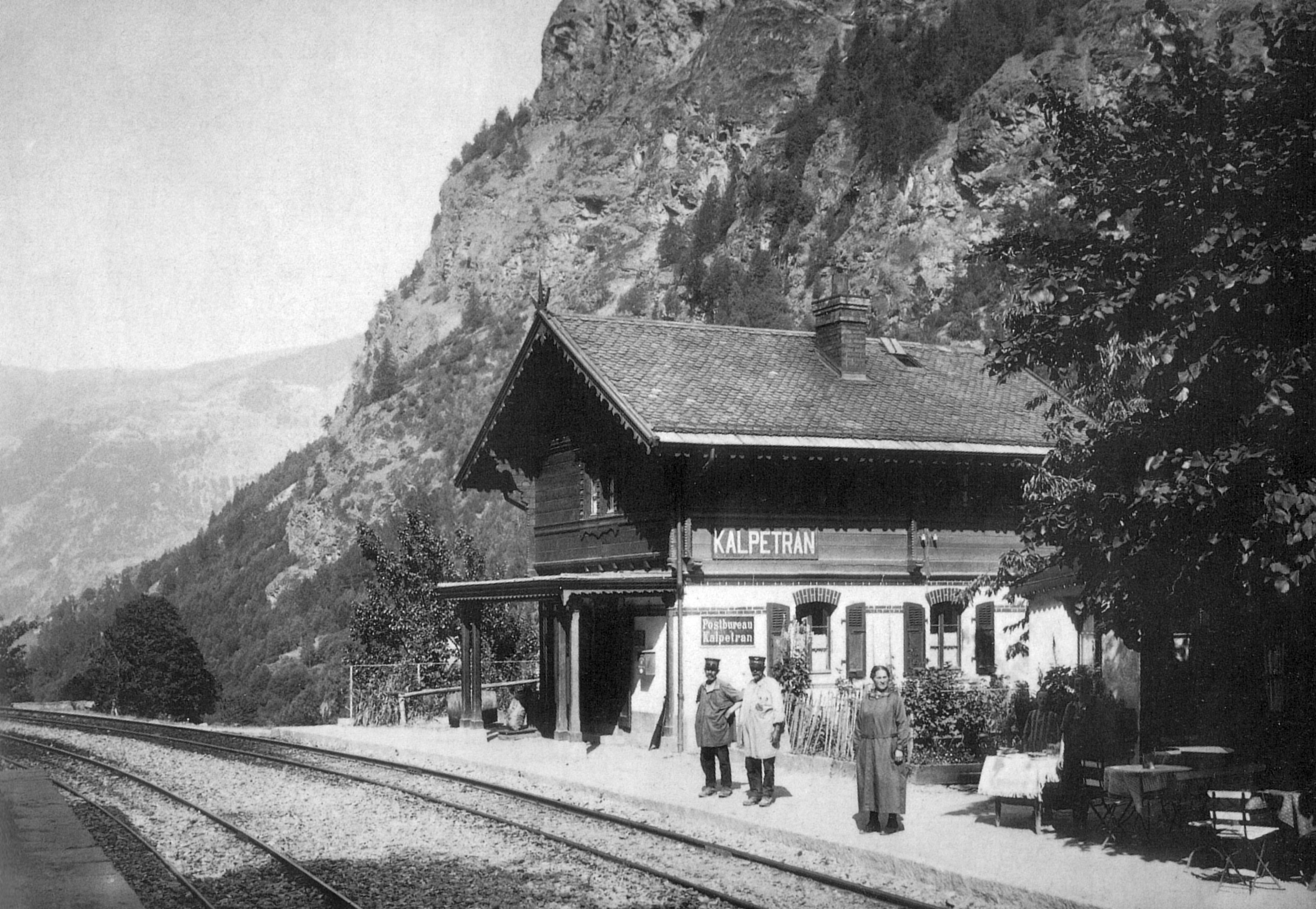
Zastávka Kalpetran (1891)
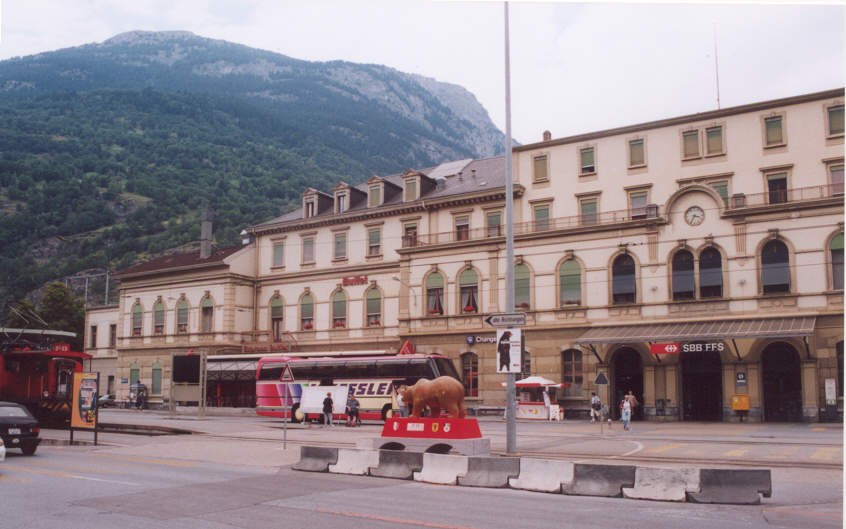
Nádražní budova v Brigu

## Popis
Nejzajímavější úsek tratě je z Vispu do Zermattu, který byl také budován jako první. Velký výškový rozdíl mezi Vispem a Zermattem překonala trať, dlouhá 44 km, šesti ozubnicovými úseky v délce sedmi kilometrů, se stoupáním až 125 promile. V adhezních úsecích se použilo sklonů až 25 promile, u transalpských železnic běžných. Údolím říčky Vispa trať vyšplhá do prvního turistického centra, do Stalden, které východiskem pěší turistiky a je proslulé lázněmi Saas-Fee. Kolem tratě se v údolí rozprostírají vinice, zajímavým místem je průjezd vlaku pod mostem Neubrück.
Za Staldenem prochází trať těsným údolí Nikolai, stoupá tunely a po mostech nad skalními roklemi a rozsedlinami. S přibývající nadmořskou výškou se začínají objevovat ledovce a sněhem pokryté vrcholy. Trať v údolí se dostává mezi dva horské masivy: Mischabel (4 545 m) na východě a Weisshorn (4 505 m) na západě. Za těmito masivy se údolí mírně rozšiřuje a trať vjíždí do Täschu.
V Täsch je větší nádraží, protože Zermatt je uzavřen automobilové dopravě a z Täsch do Zermattu funguje pravidelná kyvadlová doprava v 10minutových intervalech. Za Täsch prochází trať další soutěskou a končí v Zermattu. Ze Zermattu je možno pokračovat železnicí Gornergratbahn až na Gornergrat do nadmořské výšky 3 130 m n. m.

Historický vozový park BVZ
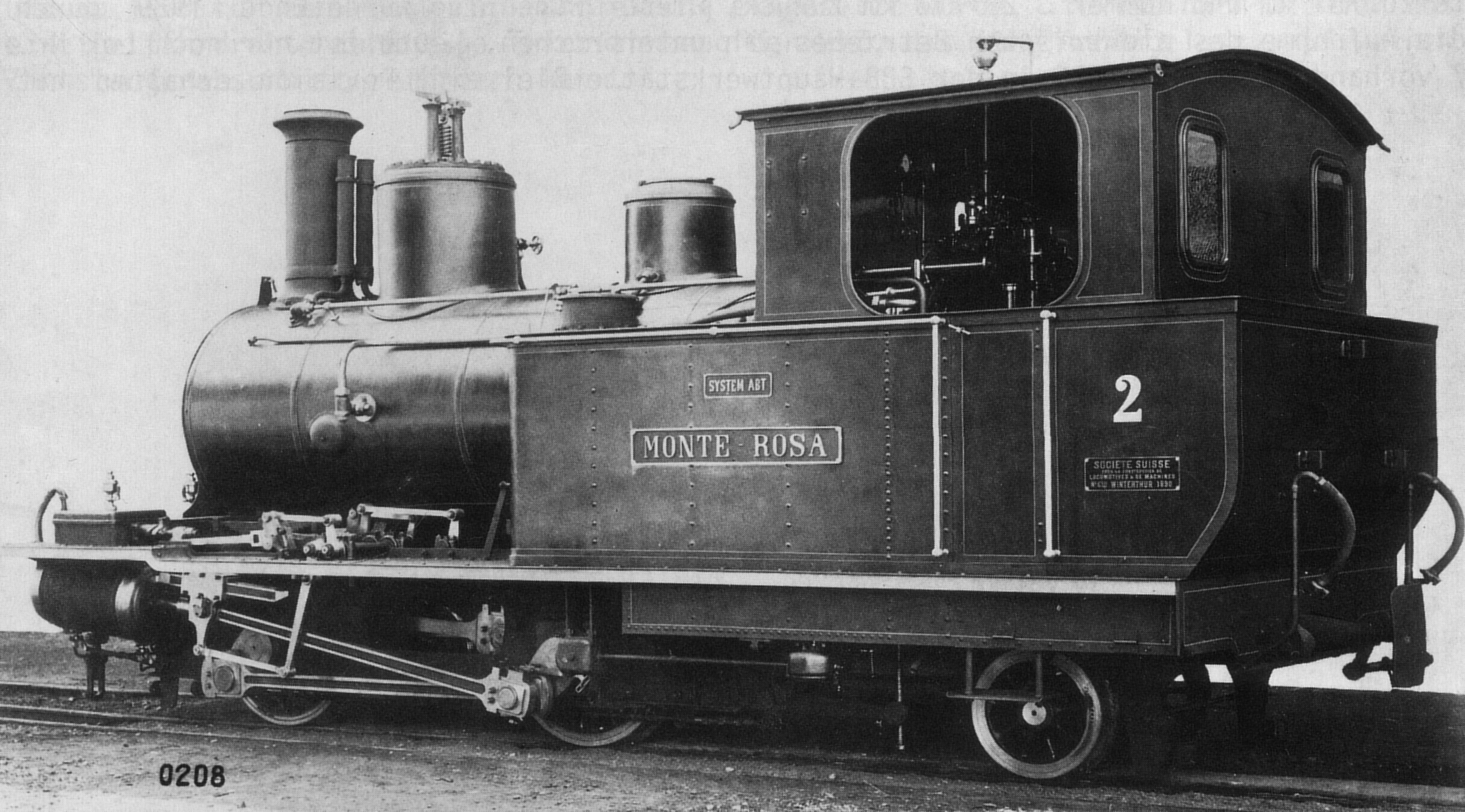
Parní lokomotiva 1890
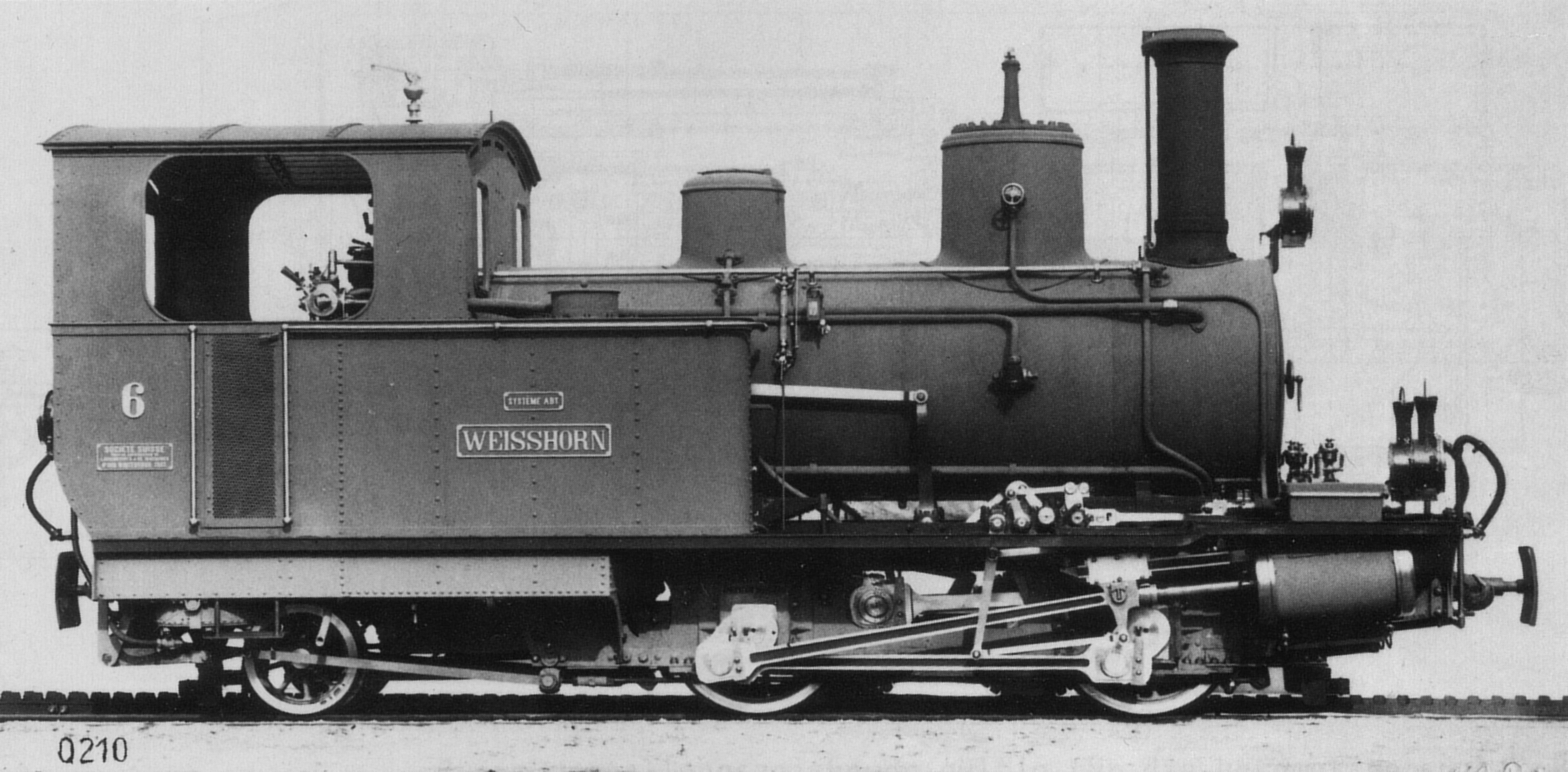
Parní lokomotiva 1902
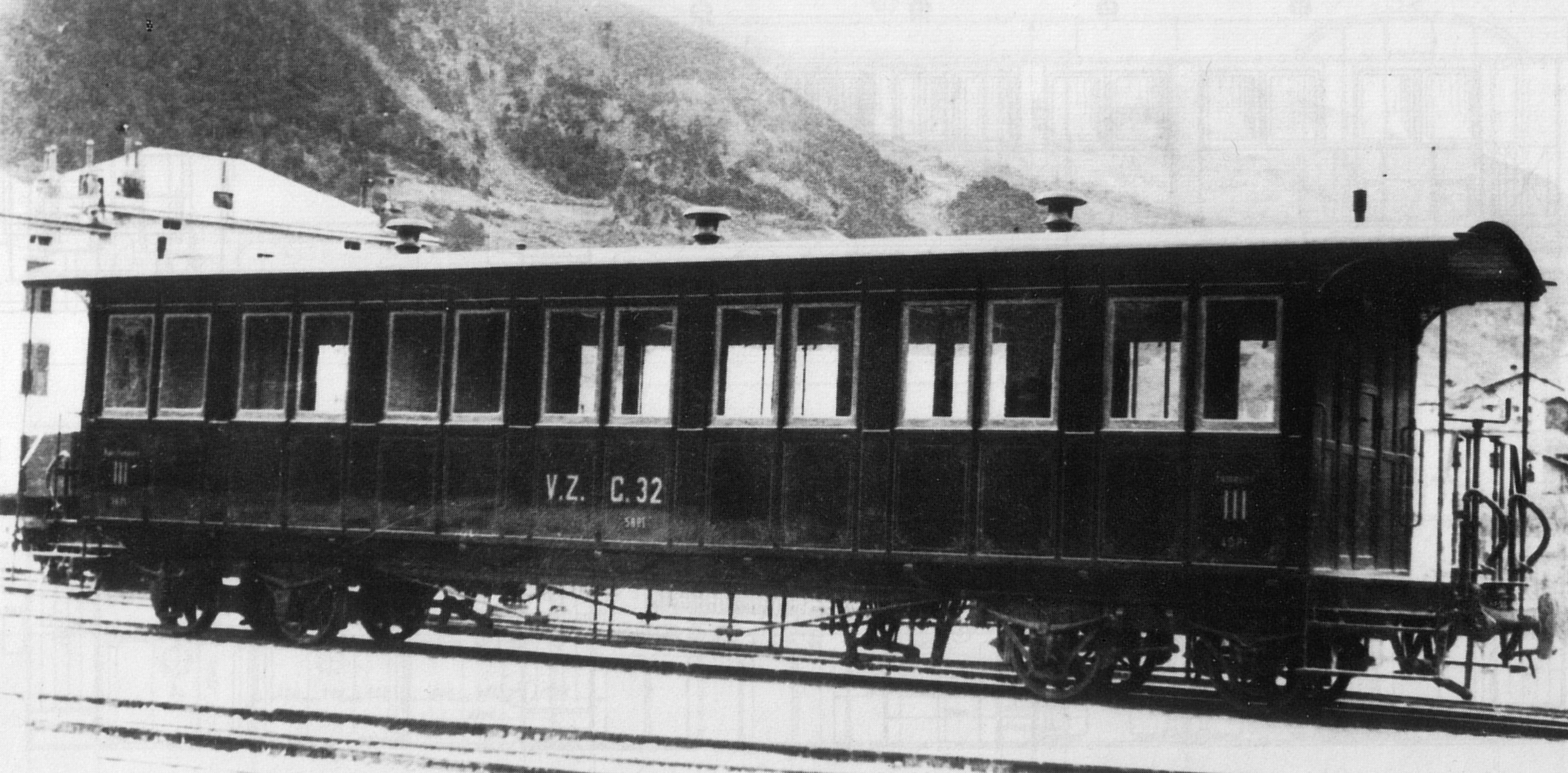
Osobní vůz z roku 1890
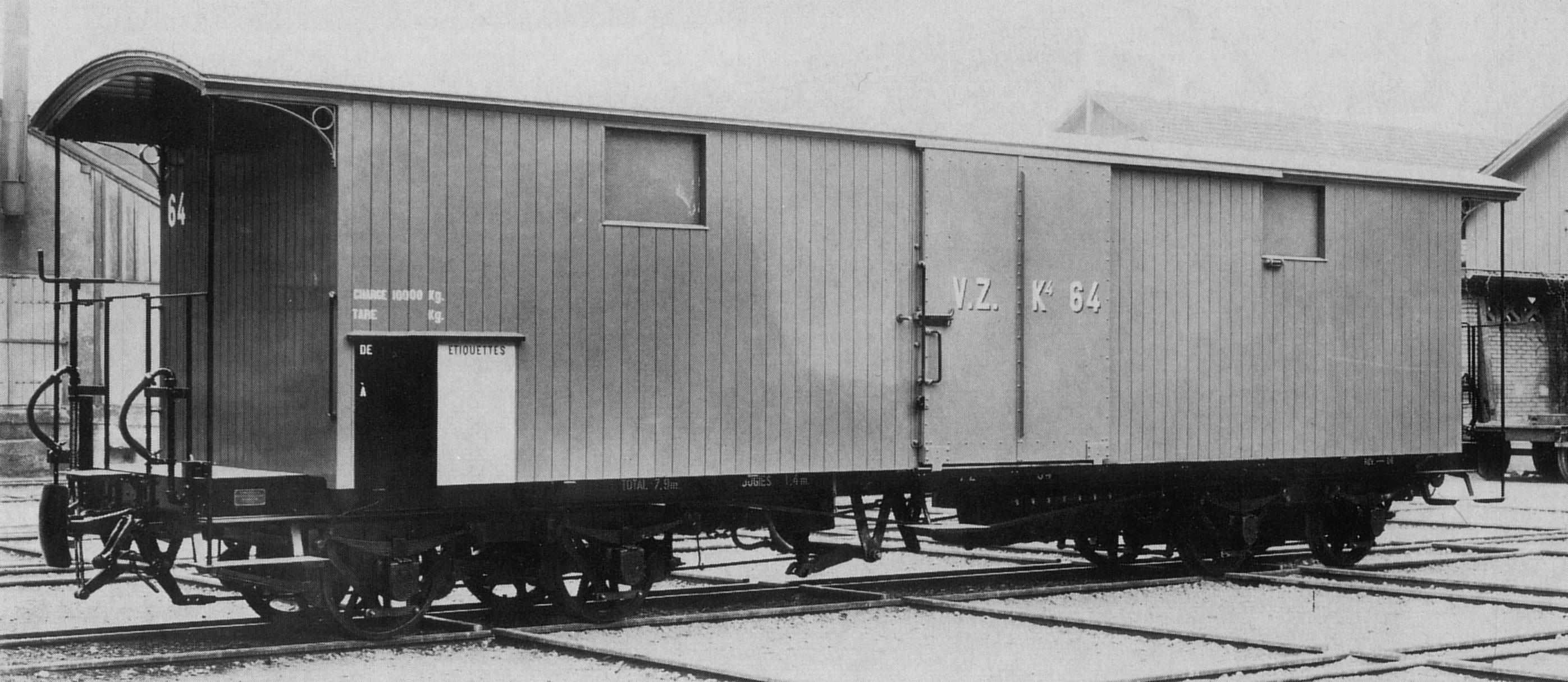
Nákladní vůz 1906

### Elektrifikace
O elektrifikaci tratě se začalo uvažovat po 1. světové válce, kdy dramaticky vzrostla cena uhlí a náklady na provoz parní trakce se zvýšily. V roce 1919 byla vypracována studie, která doporučila elektrifikaci tratě stejnosměrným napětím 1,5 - 3 kV. Plán elektrifikace nebyl realizován z důvodu špatné finanční situace společnosti, tehdy ještě VZ Bahn.
V roce 1927 byly úvahy o přechodu na elektrický provoz znovu aktualizovány. Tentokráte se však uvažovalo o elektrifikaci napětím 15 kV, střídavým proudem 162/3 Hz. Tento plán vycházel z předpokladu, že by postačilo vystavět napájecí bod pouze ve Vispu. Toto řešení by výrazně uspořilo realizační náklady oproti stejnosměrné trakci, kdy by bylo nutno stavět více měníren. K realizaci tohoto plánu však ještě nedošlo.
Další plány elektrifikace se odvíjely od elektrifikace Rhétské dráhy v roce 1913 se střídavým napětím 11 kV. Výhodou byla úspora olejových transformátorů (15 kV), a jejich nahrazení v lokomotivách lehčími, vzduchem chlazenými pro 11 kV od firmy Engadine. Tímto bylo možno snížit hmotnost lokomotivy. Zároveň použití stejné napájecí soustavy 11 kV, jako na dráze Furka Oberalp Bahn, umožnilo v budoucnu provoz po celé délce trati Brig-Visp-Zermatt bez přepřahání lokomotiv nebo konstrukci vícesystémových lokomotiv.
Na elektrifikaci tratě byla vyhlášena veřejná zakázka s rozpočtem 1,7 mil. CHF. Dodávka energie pro trakci byla smluvně sjednána s SBB, kde bylo napětí 15 kV transformováno na 11 kV.
Pro vedení nákladních vlaků bylo pořízeno pět lokomotiv typu HGE 4/4 od SLM, SIG a MFO. 1. října 1929 byly všechny vlaky vedeny pouze elektrickými lokomotivami. Z původního počtu 8 parních lokomotiv HG 2/3 byly ponechány pouze tři, jako zálohy a pro odklízení sněhu.

Galerie elektrické trakce BVZ
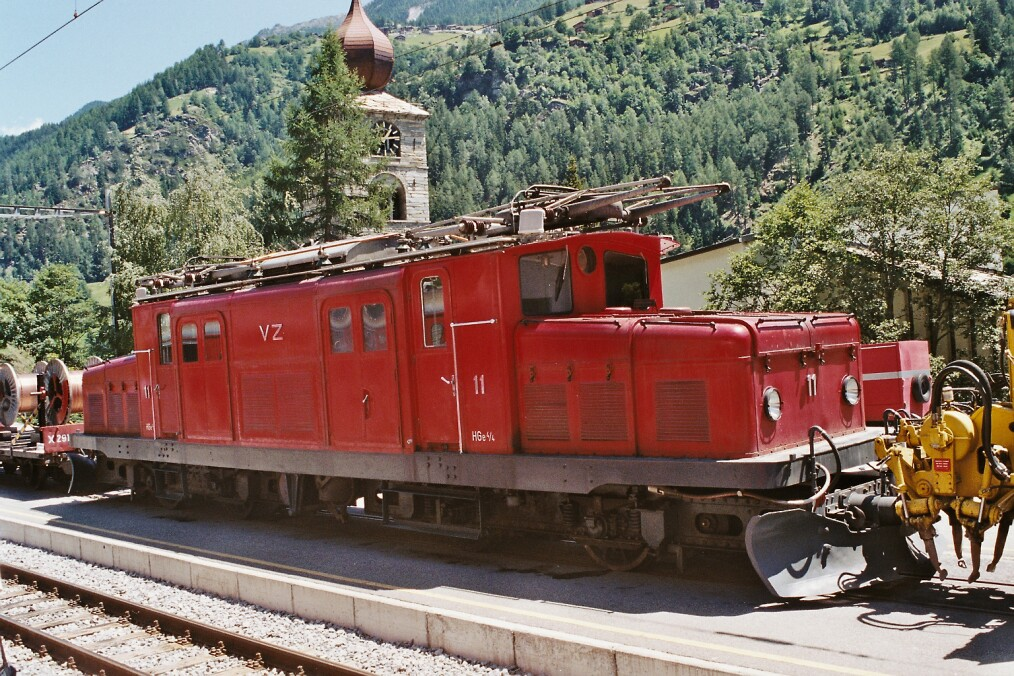
HGe 4/4 I 11
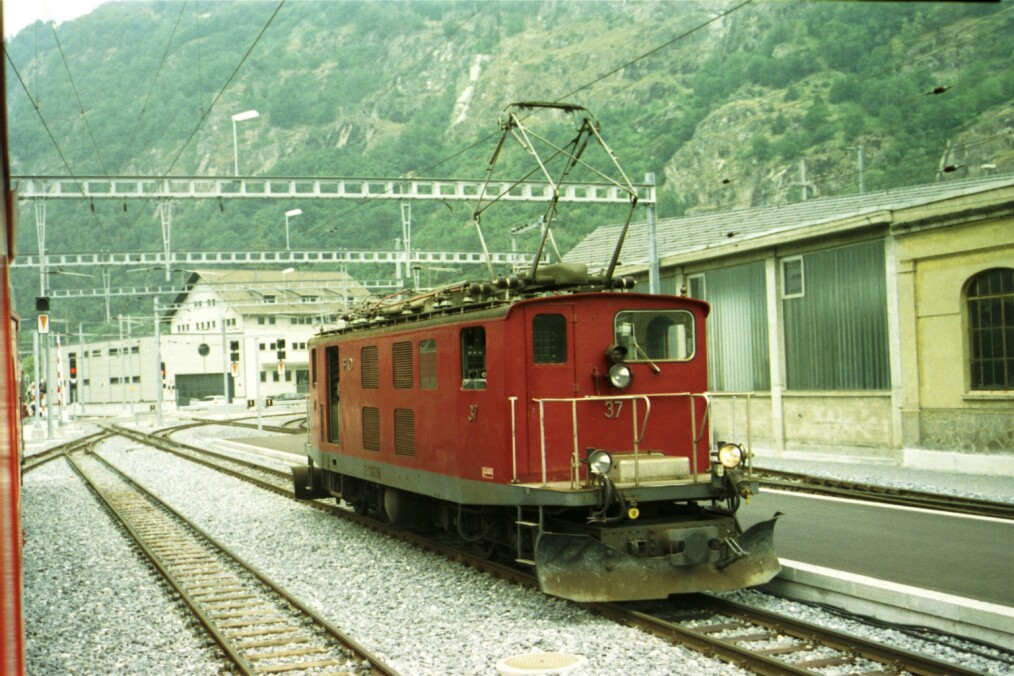
HGe 4/4 I 37
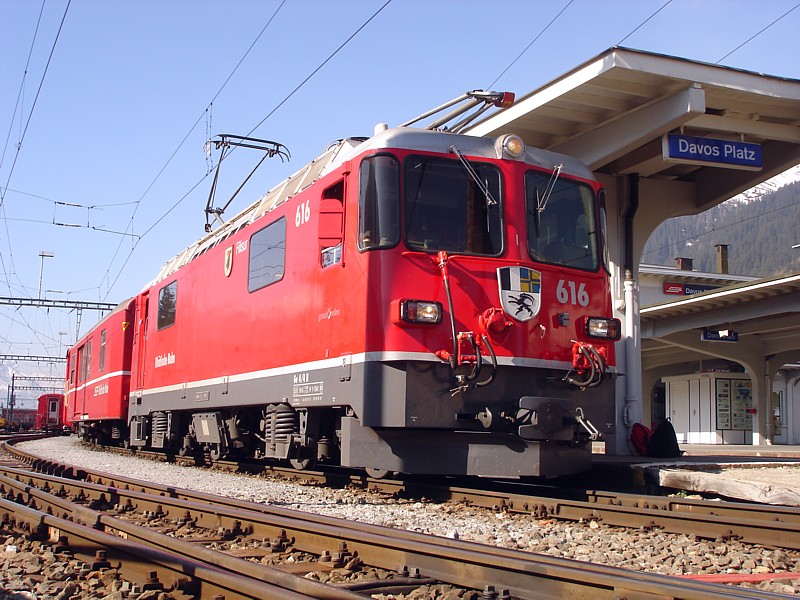
HGe 4/4 II 616 (RhB)
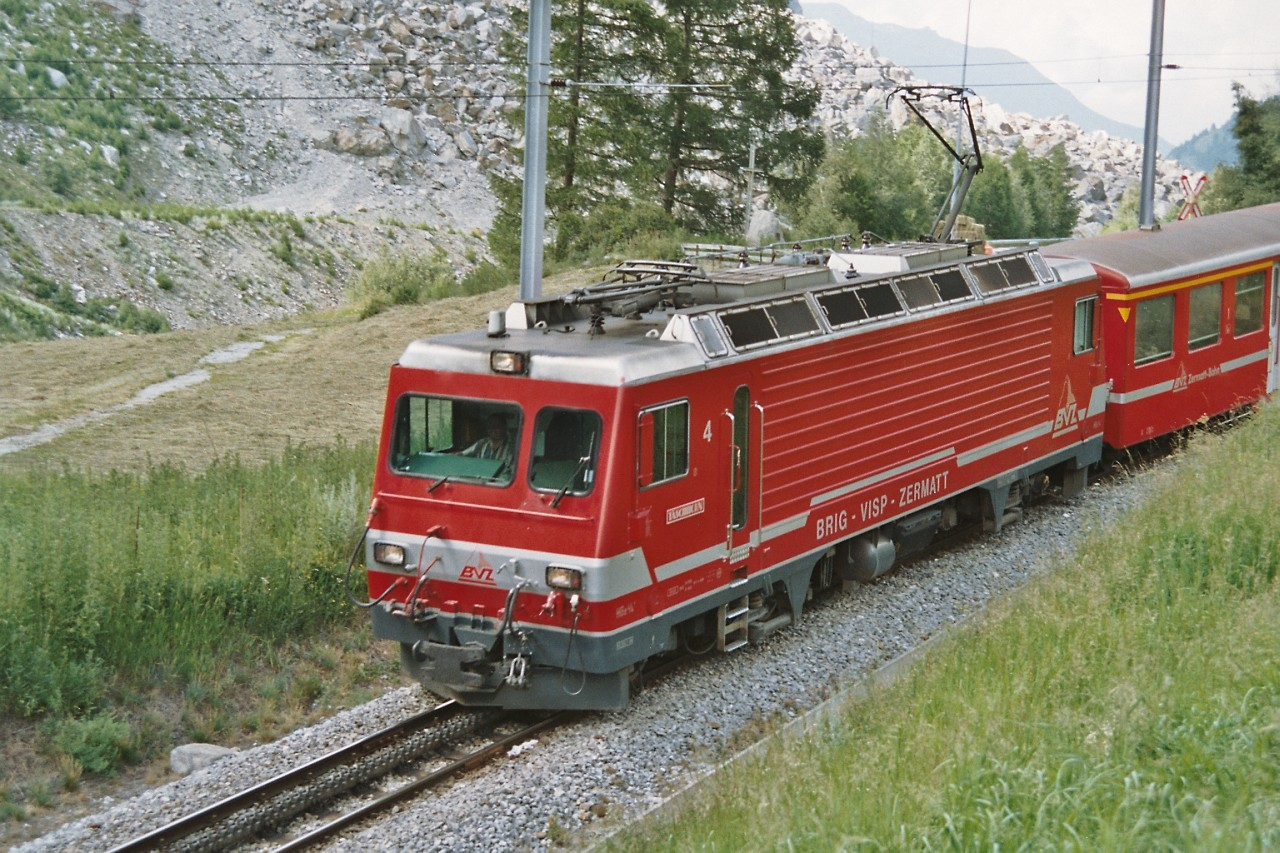
HGe 4/4 III
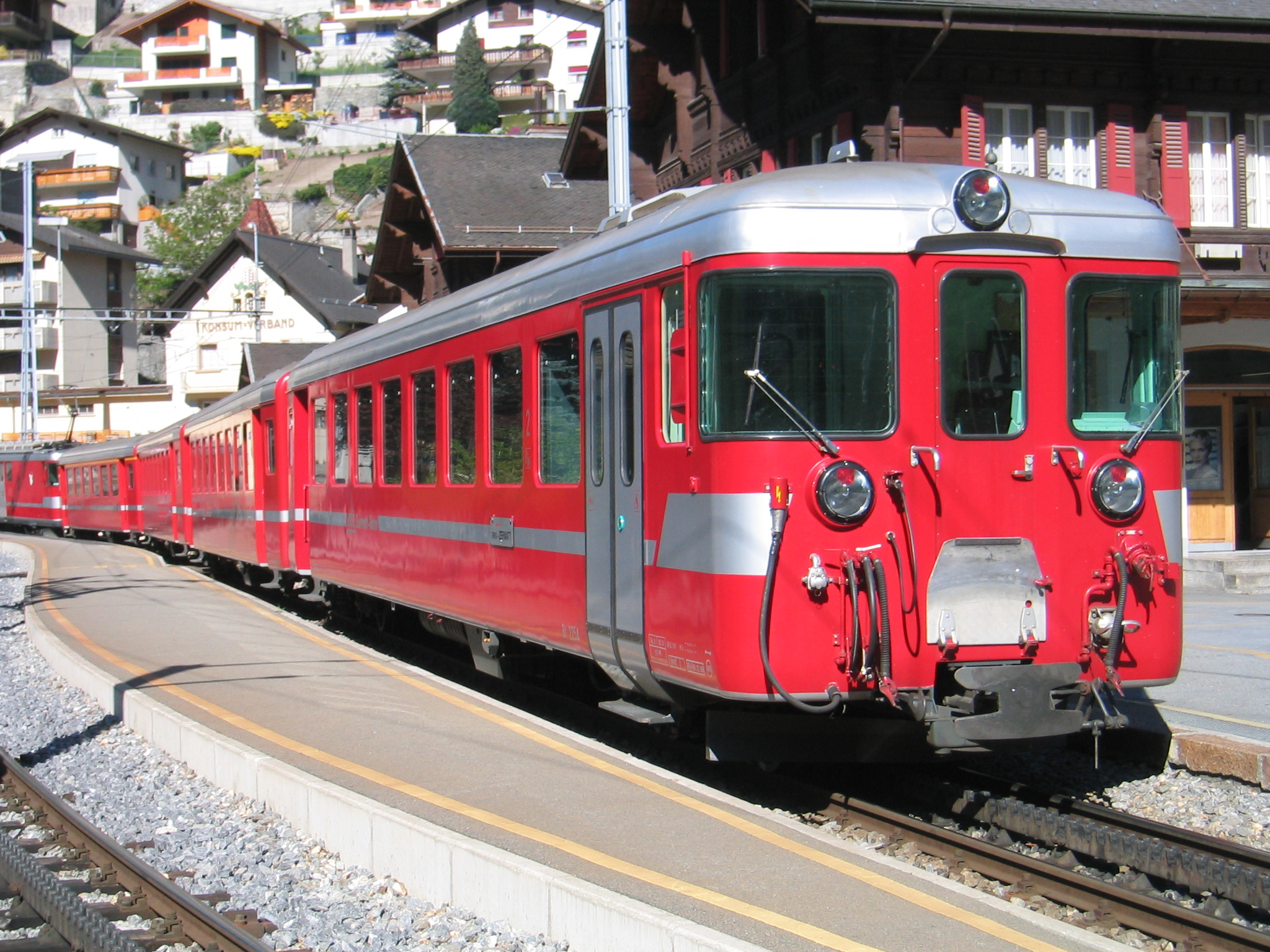
Souprava BVZ Bt 2254
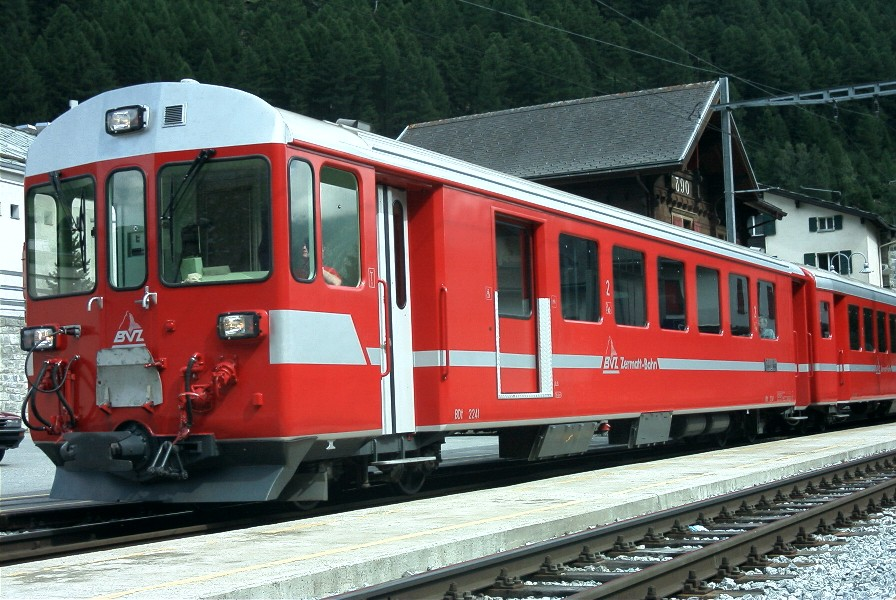
Souprava BVZ BDt 2241 ex Bt
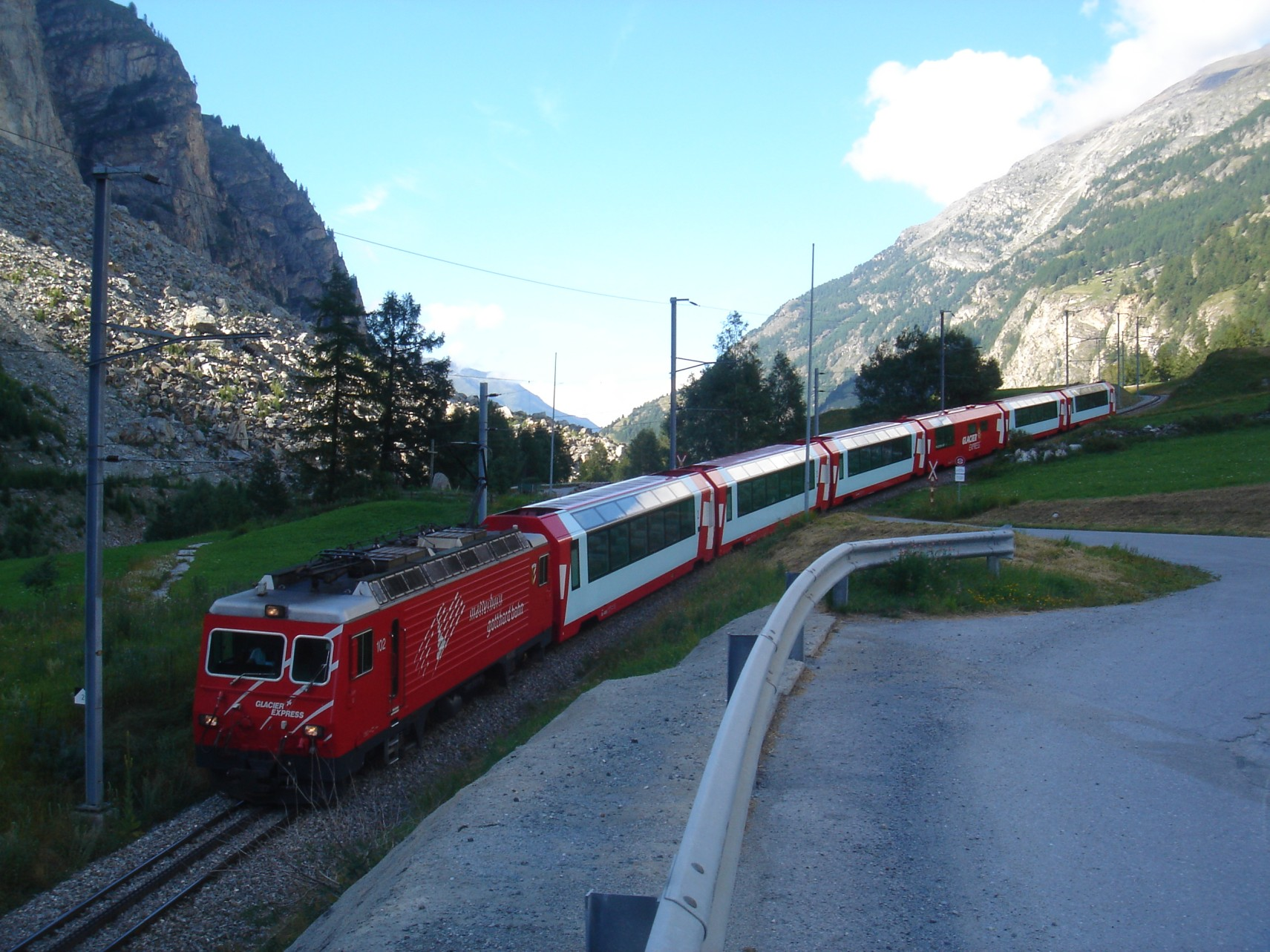
HGe 4/4 III 102 v čele Glacier expresu (MGB)
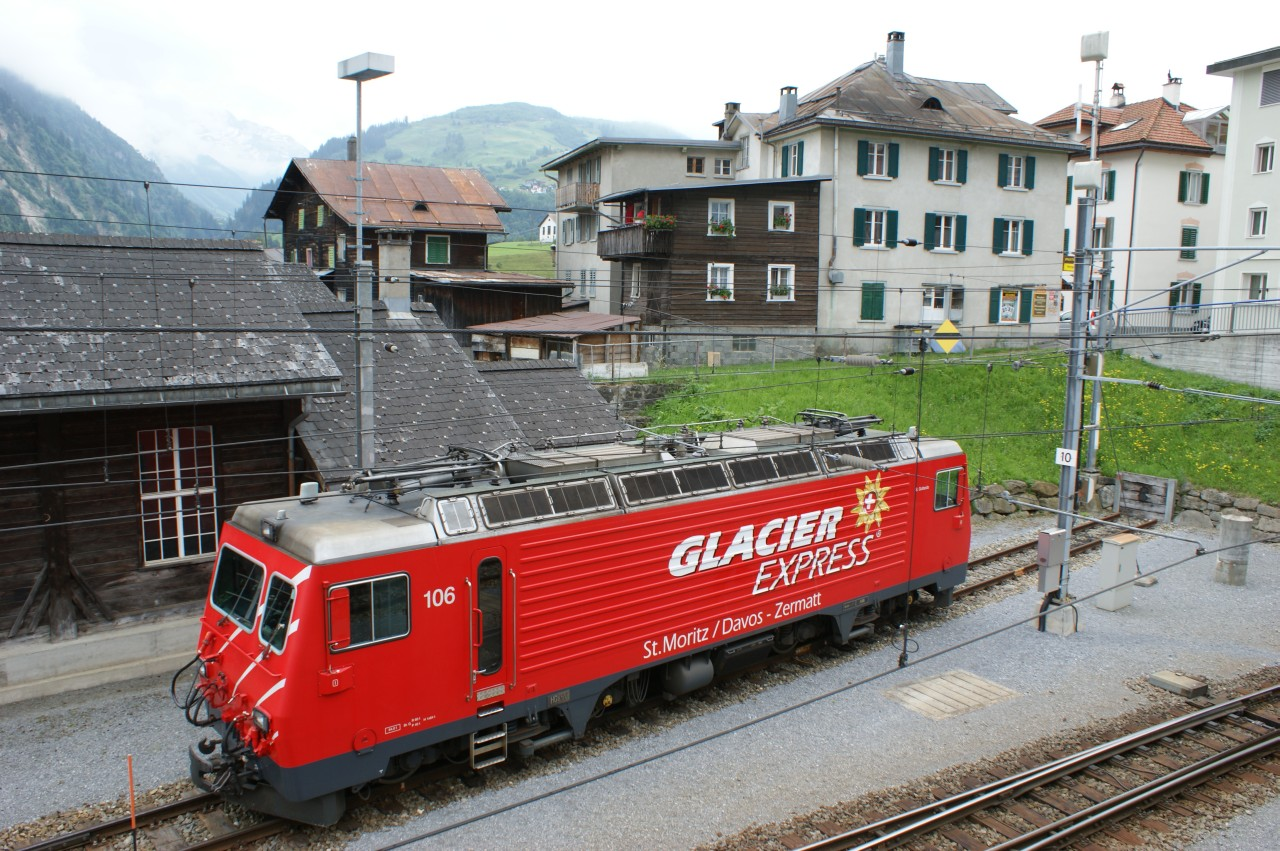
Hge 4/4 III 106 v provedení pro Glacier expres (MGB)